# Tournée de l'équipe de France de rugby à XV en 1998
L'équipe de France de rugby à XV effectue du 13 au 27 juin 1998 une tournée en Argentine et aux Fidji.

## Résultats complets
| No | Date         | Lieu                                           | Match                      | Score   | Compétition |
| -- | ------------ | ---------------------------------------------- | -------------------------- | ------- | ----------- |
| 1  | 13 juin 1998 | Stade José-Amalfitani, Buenos Aires, Argentine | Argentine – France         | 18 – 35 | test match  |
| 2  | 16 juin 1998 | Buenos Aires CRC, Buenos Aires, Argentine      | UR Buenos Aires – France A | 36 – 22 | tournée     |
| 3  | 20 juin 1998 | Stade José-Amalfitani, Buenos Aires, Argentine | Argentine – France         | 12 – 37 | test match  |
| 4  | 24 juin 1998 | Nadi, Fidji                                    | Fiji Warriors – France A   | 32 – 36 | tournée     |
| 5  | 27 juin 1998 | Suva, Fidji                                    | Fidji – France             | 9 – 24  | test match  |